# Gentianella sanchezii
Gentianella sanchezii är en gentianaväxtart som beskrevs av J.S.Pringle. Gentianella sanchezii ingår i släktet gentianellor, och familjen gentianaväxter. Inga underarter finns listade i Catalogue of Life.